# مختار مختاروف
مختار مختاروف (قزاقی: Мұхтар Бадірханұлы Мұхтаров؛ زادهٔ ۶ ژانویهٔ ۱۹۸۶) بازیکن فوتبال اهل قزاقستان است.
از باشگاه‌هایی که در آن بازی کرده‌است می‌توان به باشگاه فوتبال اورداباسی و باشگاه فوتبال آستانه اشاره کرد.
وی همچنین در تیم‌های ملی فوتبال زیر ۲۱ سال قزاقستان و قزاقستان بازی کرده‌است.